# ピアノソナタ第2番 (ベートーヴェン)
ピアノソナタ第2番（ピアノソナタだいにばん）イ長調 作品2-2は、ルートヴィヒ・ヴァン・ベートーヴェンが1795年に完成したピアノソナタ。

## 概要
ベートーヴェンはフランツ・ヨーゼフ・ハイドンの下で学ぶため、1792年11月に故郷のボンを発ってウィーンへとたどり着いた。ハイドンが弟子の能力に満足していたのと対照的にベートーヴェンは師の指導に不満を抱き、翌1793年にはハイドン門下を飛び出してしまう。その後、対位法の教えを仰いだヨハン・ゲオルク・アルブレヒツベルガーの下での修業を終えた1795年にこのソナタは書き上げられた。ベートーヴェンとハイドンの師弟関係は良好とは言い難いものであったが、ハイドンがイギリスへの演奏旅行から帰国した1795年の秋口には、カール・アロイス・フォン・リヒノフスキー侯爵の邸宅で行われた演奏会に出席したハイドンの前で作曲者自身が作品2の3曲を初演して聞かせており、1796年にウィーンのアルタリアから出版された楽譜には師への献辞が掲げられていた。
作品2にまとめられた3曲のピアノソナタにおいてベートーヴェンは初めて習作の域を脱した成熟した音楽家としての姿を現しているが、パウル・ベッカーなども指摘するようにここでは既に各曲がそれぞれ異なる強い個性により特徴づけられ、彼特有の広がりのある音楽性が明瞭に示されている。第2番のソナタは作品2の中でも優美で明朗な美しさが際立っており、ハイドンの様式を借用しながらも強弱の鋭い対比や転調の妙などに若い作曲者の創意が溢れている。ドナルド・フランシス・トーヴィーも終楽章を除きこのソナタが「ハイドンやモーツァルトの領域を完全に凌駕している」と評価している。

## 演奏時間
約23-24分半。

## 楽曲構成

### 第1楽章
Allegro vivace 2/4拍子 イ長調
ソナタ形式。第1主題は溌剌としたオクターヴと鋭いユニゾンの下降による応答によって開始され（譜例1）、線的な動きによる楽節が続く（譜例2）。主題を形作る明快な構造は作曲者の高い技術に裏打ちされている。
譜例1
譜例2
3連符が駆け上る経過を経て、第2主題がホ短調で出される（譜例3）。トーヴィーはこの部分を評して次のように述べている。「第1楽章第2主題の開始部は先ほど述べた和声原理の見事な実例である。（中略）全ての音楽を見渡しても、ベートーヴェンの第2期のまさに幕開けと看做されるソナタニ短調 作品31-2に至るまで同様に劇的なものは他にない。」
譜例3
続いて譜例4のようにベートーヴェンが指番号を付したパッセージが現れるが、この指示通りに演奏するのはほとんど不可能である。ヘンレ版では「第一楽章の84小節目から始まる指定の箇所を全て右手で弾くのは困難」として指番号校訂者のコンラート・ハンゼンが（m.s.）の指示を書き加えている。
譜例4
経過句の音型が再び勢いよく出されるとコデッタであり、最後は落ち着いて提示部を終えて繰り返しに入る。当時の水準に照らせば大規模な展開部はハ長調に開始し、専ら第1主題のみが扱われる。前半では譜例3の伴奏音型を挟んで高音側と低音側で交代しつつ譜例1が奏され、フェルマータでひと呼吸置くと後半では譜例2が複数の声部で複雑に入り乱れる。この後半部分は演奏至難である。音量、速度を共に落としてフェルマータで区切り、フォルテで譜例1を奏して再現部となる。再現部は定石通りとなっており、イ短調で第2主題が続くと経過部の素材によるコーダによって落ち着いていき最弱音で楽章を終える。楽章の最後には展開部以降をリピートするよう指示が書かれているが、この反復は省略されることが少なくない。

### 第2楽章
Largo appassionato 3/4拍子 ニ長調
三部リート形式。冒頭の発想表記は珍しい組み合わせであるが、大木正興が作曲当時のアパッショナート（情熱的に）という言葉の示すイメージを本楽章の曲想から想像する一方、アンドラーシュ・シフはここで見られる印象の不一致が後年の作品に見られるドイツ語による発想表記やメトロノームの採用に繋がるきっかけのひとつであったと想像している。室内楽的な4声体で書かれ、低弦のピチカートを思わせる伴奏に乗って残りの3声がテヌートで穏やかな旋律を奏でる（譜例5）。
譜例5
短い中間エピソードを挟んで譜例5が繰り返され、ロ短調で譜例6が奏でられると中間部となる。
譜例6
譜例5が回帰して第3部となり、同じ主題を用いた長大なコーダを経て静かに楽章を結ぶ。

### 第3楽章
Scherzo, Allegretto 3/4拍子 イ長調
番号付きのピアノソナタにおいては初めて、伝統的なメヌエットに変わりスケルツォが置かれた。主部は軽快な主題によって開始される（譜例7）。
譜例7
主題から派生したエピソードの他に新しい旋律も取り入れた中間楽節を置いて譜例7が繰り返され、最後はフォルテッシモで勢いよく主部を閉じる。トリオではイ短調の譜例8が奏されて楽章に緊張感を生み出す。
譜例8
前半を繰り返すとトリオ後半はハ長調に転じた譜例8から始まるが、間もなくイ短調へと戻り音量を増大させつつ決然とした終わりを迎える。トリオの後半部分も反復された後スケルツォ・ダ・カーポとなる。

### 第4楽章
Rondo, Grazioso 4/4拍子 イ長調
ロンド形式。ただ優美であるだけにとどまらず、劇的な場面転換を備えたベートーヴェンの多面性を示す楽章である。アルペッジョの上昇に導かれる明るい主題に始まる（譜例9）。
譜例9
ドルチェの流れるような推移を経た後、ホ長調で美しい第2の主題が歌われる（譜例10）。
譜例10
譜例10が静まっていくとロンド主題が変奏を交えて再現される。突如イ短調となり、特徴的なリズムと半音階的なスタッカートの3連符による譜例11の主題が現れる。トーヴィーが「雹の嵐」に例えたこの部分は、ベートーヴェンの新しいピアノ書法及びそこから得られる表現力によって実現可能となった。
譜例11
譜例11に続く部分は繰り返しを挟み、途中の走句ではスタッカートからレガートへの指定変更も見られる。最後はスタッカート音型が低音側に下っていき三現するロンド主題へと接続される。ロンド主題の装飾は再現される度に華麗さを増し、ここでの主題冒頭は4オクターブを超えるスケールとなっている。経過部、そしてイ長調の譜例10の再現を済ませると再びロンド主題へと戻っていく。コーダでは譜例9に加えて譜例11が用いられて盛り上がりを築き、最後にもう1度ロンド主題を回想してそのままの平穏さを保ちながら静かに全曲に幕を下ろす。